# I Can't Explain
I Can't Explain — пісня англійського рок-гурту «The Who», написана Пітом Таунсендом і продюсером Шелом Талмі. Пісня була видана як сингл 15 січня 1965 року у Великій Британії на лейблі Brunswick Records та 13 лютого 1965 року в США на лейблі Decca Records. Це був другий сингл гурту і перший під назвою The Who.
Пісня посідає 9 місце у списку «200 найбільших пісень 1960-х» за версією Pitchfork Media, 59 місце у списку «100 найбільших синглів усіх часів» за версією Spin, та 380 місце у списку 500 найкращих пісень усіх часів за версією журналу Rolling Stone. У списку 2011 року пісня знаходиться на 380 місці.

## Чарти
У UK Singles Chart «I Can't Explain» вперше з'явився 20 лютого 1965 року на 45 місці, а потім досяг найвищої позиції 17 квітня 1965 року — 8. Пісня вийшла з чартів 15 травня під номером 29, провівши там загалом 13 тижнів. Сингл був набагато менш успішним на Billboard Hot 100, дійшовши лише до 93 місця.

## Склад
The Who
- Роджер Долтрі — ведучий вокал, бубен
- Піт Таунсенд — соліст, бек-вокал
- Джон Ентвістл — бас, бек-вокал
- Кіт Мун — барабани, бек-вокал

Додаткові музиканти
- The Ivy League — бек-вокал, ручні плески
- Перрі Форд — фортепіано

## Кавер-версії
Девід Бові записав свою версію цієї пісні у своєму сьомому студійному альбомі Pin Ups в 1973 році разом з іншою піснею Who, Anyway, Anyhow, Anywhere.
Scorpions записали свою версію «I Can't Explain» для їх компіляційного альбому 1989 року Best of Rockers 'n' Ballads та різноманітної збірки виконавців «Stairway to Heaven/Highway to Hell"». В альбомі брали участь групи, які виступали на Московському музичному фестивалі миру; подія, пов'язана з боротьбою з наркотиками та алкоголем, яка висвітлює пов'язані з цим смерті різних відомих музикантів, таких як Who's Кіт Мун, який помер від передозування наркотиками.
Версія Scorpions була випущена як сингл на Polydor Records і досягла 5-го місця в Hot Mainstream Rock Tracks. Вони виконували пісню в прямому ефірі під час свого «Божевільного світового туру».